# نهر بوبو
نهر بوبو
نهر بوبو بالإنجليزية (Bobo River): هو نهر يوجد في الشمال الشرقي في ولاية نيوساوث ويلز, أستراليا.

يقع نهر بوبو منابعه على الجانب الشمالي من جبل وندوريجا، في متنزه بينداري الوطني، غرب كوفس هاربور. يمر من الشمال الغربي عبر مزارع الماشية وعبر هضبة دوريجو الشرقية، مروراً بمدينة بروكلانا القديمة لطحن الأخشاب ، قبل أن تختفي في غابة Wild Cattle Creek State حيث تصبح ضيقة ولا يمكن الوصول إليها: مصفوفة بالغابات المطيرة المورقة وتشق طريقها عبر قاعدة صخرية من الأرجيليت الصلب، وهو صخرة رسوبية دقيقة الحبيبات نشأت منذ أكثر من 320 مليون سنة - تحول الطين والطين والطين إلى صخرة شبيهة بالصخر الزيتي ولكن مع مستويات ضعف أقل.
لتريني بعض الأسرار حول هذا النهر الصغير، خططت Caz لمغامرة ليلية - رحلة تعبئة (من نوع الميزانية المنخفضة). قد يكون من الصعب إخراج الأسرار من المناظر الطبيعية ولكنها لا يجب أن تكون باهظة الثمن. زيارة سريعة لمتجر الخصم وكان لدينا قاربان من الفينيل بقيمة 29.99 دولارًا لتمريرهما كطوافات حزم. حشرناهم في قاع حقائبنا الليلية بمجموعة إضافية من الملابس، والقماش المشمع (بدون خيمة)، وأكياس النوم، والطعام، ومعدات الكاميرا وكل شيء ثلاث مرات للحماية من الغمر المحتمل في النهر.
مترجم من Bobo River